# ICSR Mediterranean Knowledge
L'International Centre for Studies and Research "Mediterranean Knowledge" ("Centro internazionale di studi e ricerche "Mediterranean Knowledge" - ICRS "Mediterranean Knowledge") è stato fondato nel 2015 presso l'Università di Salerno e ha sedi in quattordici università del bacino mediterraneo. 
Lo scopo è la ricerca in materia sociale e umanistica su questioni relative al mondo mediterraneo. Per tale ragione, il Centro promuove gli scambi tra ricercatori e l'organizzazione di seminari e conferenze internazionali.
Le attività editoriali consistono nella pubblicazione di una rivista a cadenza semestrale, Journal of Mediterranean Knowledge; di una serie di Working Papers; di una collana di libri.
Sulla base del principio della libera circolazione della conoscenza, le pubblicazioni sono distribuite gratuitamente in open access elettronico e dotate di licenza Creative Commons. 